# 遠藤保仁
遠藤 保仁（えんどう やすひと、1980年1月28日 - ）は、鹿児島県鹿児島郡桜島町（現：鹿児島市）出身の元プロサッカー選手、サッカー指導者。現役時代のポジションはミッドフィールダー（MF）。元日本代表。現在はガンバ大阪のコーチを務める。
実兄の遠藤彰弘も元プロサッカー選手。日本代表国際Aマッチ出場数最多記録保持者。2009年アジア年間最優秀選手。2014年JリーグMVP。また、Jリーグではアシストの統計をとっていないため、公式記録ではないが、2018年シーズン終了時点での通算Jリーグ最多アシストを記録している。

## 経歴

### プロ入り前
鹿児島県鹿児島郡桜島町に三人兄弟の三男として生まれ、6つ年上の長男・拓哉と4つ年上の次男・彰弘に影響され、物心ついた頃から自宅の庭でボールを蹴り、高校選手権やワールドカップのビデオを見ては、気に入ったプレーを真似していたという。鹿児島実業高等学校では1年生時の1995年に高校選手権優勝。2年生時の1996年には高円宮杯優勝、高校選手権では準々決勝でPK戦で敗れたものの大会優秀選手に選ばれ、U-18日本代表にも選出された。また、2年時には当時鹿児島実業サッカー部を指導していたブラジル人コーチのジョゼ・カルロスの勧めで1カ月ブラジルに短期留学し、サンパウロ州のECサンベントの練習に参加した。

### 横浜フリューゲルス
高校卒業後の1998年に横浜フリューゲルスへ加入。監督のカルロス・レシャックから才能を見いだされ、リーグ開幕戦の横浜マリノス戦でいきなりプロデビューを果たす。8月1日の鹿島アントラーズ戦でプロ初得点を挙げ、1年目でリーグ戦16試合に出場するなど順調な滑り出しを果たした。

### 京都パープルサンガ
しかし、同年限りでクラブが消滅したため、手島和希、大島秀夫、辻本茂輝ら他の新人選手とともに1999年に京都パープルサンガ（現：京都サンガF.C.）へ移籍。当時のチームメイトには三浦知良、パク・チソン、松井大輔等がいた。京都ではレギュラーに定着するも、翌2000年にチームは年間15位となりJ2降格となった。

### ガンバ大阪
2001年、ガンバ大阪に完全移籍。翌2002年に監督に就任した西野朗の下、攻撃的なスタイルを標榜するチームの中心選手になり、移籍3年目の2003年に初めてJリーグベストイレブンを受賞する。2005年のナビスコカップ決勝のジェフユナイテッド千葉とのPK戦では立石智紀相手にプロ入り以来初めてPKを失敗してナビスコカップ優勝を逃すも、この年自身初のシーズン2桁得点を記録し、リーグ最終節の川崎フロンターレ戦では、PKを決めてG大阪にとって初タイトルとなるJリーグ優勝に貢献し、自身にとっても初となるJリーグ優勝を経験。
2006年からは、二川孝広・橋本英郎に加えこの年新加入した明神智和とで構成された抜群のパスワークで相手を圧倒する中盤は「黄金の中盤」と称され、G大阪の攻撃陣を牽引していたが、10月に日本代表でのインド遠征中に発熱してから体調が戻らず、後にウイルス性肝炎と判明したことで、シーズン終盤は1ヶ月以上の戦線離脱を余儀なくされた。12月2日に行われたリーグ最終節の浦和レッズ戦で復帰するも、チームは敗れリーグ連覇を逃した。2007年はシーズン通して大きな体調不良もなく、リーグ戦全34試合にフル出場し、ナビスコカップ優勝にも貢献。
しかし、2008年6月末にウイルス性感染症により、再び1ヶ月以上の離脱を余儀なくされ、オーバーエイジ枠でのメンバー入りが確実視されていた北京オリンピック日本代表を辞退することとなった。さらに遠藤離脱後、G大阪はリーグ戦で不振に陥った。それでも、復帰後のACLではアシストを連発し、特に準決勝の浦和戦では2戦合計2ゴール2アシストと全得点に絡む活躍でクラブ初のアジア制覇に貢献し、大会MVPを受賞した。同年11月には、イングランド2部のプリマス・アーガイルFCからオファーを受けるが、家族のことなどを考慮してG大阪に残留した。同年12月に日本で開催されたFIFAクラブワールドカップでも、準々決勝のアデレード・ユナイテッド戦では決勝ゴールを挙げ、準決勝のマンチェスター・ユナイテッド戦ではチームは敗れるも試合終盤にPKでゴールを挙げ、決定的なパスを前線に供給するなど攻守に活躍を見せた。この活躍により、同大会を優勝したマンチェスター・ユナイテッド監督のアレックス・ファーガソンからは「キト（決勝で対戦した南米王者）には遠藤と同じくらいのクオリティーを持った選手はいなかった。」と賞賛された。さらに、同年度の天皇杯優勝にも貢献し、ガンバでは2005年のアラウージョ以来となる日本年間最優秀選手賞を受賞した。
2009年11月にはAFCから日本人では1993年の三浦知良、1995年の井原正巳、1997年、1998年の中田英寿、2002年の小野伸二以来5人目（6度目）となるアジア年間最優秀選手賞を受賞した（ちなみに、この前年も最終候補まで残っていたが受賞はならなかった）。リーグ戦では自身5年ぶりとなる2桁得点を記録し、2010年1月1日に行われた天皇杯決勝の名古屋グランパス戦では、2ゴール1アシストと圧巻の活躍を見せG大阪の天皇杯連覇の立役者となった。なお、この頃からポジションを代表と同じボランチに移すようになった。
2010年は代表との過密日程で開幕からコンディションが安定せず、2月27日に行われたゼロックススーパーカップの鹿島アントラーズ戦では、PK戦で枠を外す失敗をしてしまい、自身の不調と比例するかのようにチームもリーグ戦で低迷。それでも、南アフリカW杯後の復帰初戦となった浦和戦では試合終了間際に決勝ゴールを挙げ、その後は安定した活躍を見せた。
2011年、Jリーグ開幕戦となったセレッソ大阪との大阪ダービーで、プロ14年目にして初となる開幕戦ゴールを決めた。7月には3試合連続得点を記録するなど、優勝争いを続けるチームを牽引していたが、8月以降右内転筋痛によりプレースキックを蹴れない状態が続き、さらにクラブ・代表の過密日程により十分な休養が取れないまま強行出場を続け、最終的に発熱で欠場した1試合を除くリーグ戦33試合に出場したが、シーズン終盤まで完治しなかった。11月26日、J1第33節仙台戦で史上7人目となるJ1通算400試合出場を達成。
2012年、前年に移籍した山口智に代わりG大阪の副主将に就いた。6月23日、J1第15節札幌戦で、三浦淳宏の記録を抜く当時のJリーグ歴代1位となる通算16得点目の直接フリーキックでゴールを決めた。7月21日、カシマスタジアムで行なわれた東日本大震災復興支援 2012Jリーグスペシャルマッチでは、サポーター投票で最多の320,709票を集め、Jリーグ選抜の一員として出場した。この年、ガンバは極度の不振に陥り、自身は代表との過密日程ながら5年ぶりにリーグ戦全試合に出場したが、京都時代以来のJ2降格となった。
2013年、J2降格となったG大阪に残留。また、明神智和から引き継ぎプロ入り以来初の主将に就いた。自身初のJ2でのプレーとなったこの年、日本代表との並行日程でリーグ戦の約4分の1ほどを欠場したが、終始安定したプレーを発揮し、G大阪のJ2優勝と1年でのJ1復帰に貢献。シーズン終盤には、フォワードとしてやや高い位置でプレーしながら、この年チーム最多得点を記録した宇佐美貴史をサポートする役割を担った。シーズン終了後のJリーグアウォーズでは、サポーターの投票で選出されるJ2最優秀選手賞にあたる「J2 Most Exciting Player」を受賞した。
2014年、開幕当初は前年の後半戦同様、前線で起用されたが4月以降は今野泰幸とダブルボランチを形成。しかし、開幕当初はミスが目立ちチームも前半戦は極度の不振に陥り、ブラジルW杯による中断前は降格圏の16位に低迷。それでも、中断期間の休養を経て後半戦は調子を取り戻し攻撃の起点となり多くのアシストを記録し、前半戦不振に陥っていた今野の復調も支え、チームの後半戦躍進を加速させた。11月のナビスコカップ決勝のサンフレッチェ広島戦では、前半35分で2点のリードを許す苦しい展開となるも、その3分後にパトリックの得点をアシストし、後半の逆転劇を手繰り寄せ7年ぶりのナビスコカップ優勝を達成。シーズン終盤はカップ戦も勝ち進んだことで過密日程になるも、リーグ戦はフィールドプレーヤーでは唯一の全試合に出場し、FKとPKではそれぞれJ1最多記録に並んだ。先発メンバーに多くの若手選手が名を連ねるようになった中、不動の平常心でチームを牽引し、J1昇格1年目で9年ぶり2回目のリーグ優勝を果たし、さらにはクラブ史上初の国内三冠を達成。Jリーグアウォーズでは11度目のベストイレブンと自身初となるJリーグ最優秀選手賞を受賞した。
2015年4月18日、J1.1st第6節・湘南戦でJ1でのPK通算27得点目を決め、福田正博を抜きPK得点単独トップに立った。10月17日のJ1.2nd第14節浦和戦でJ歴代最年少でJ1通算500試合出場を達成。この年もリーグ戦全試合にフル出場。CS準決勝浦和戦では延長後半にフリーキックから浦和ディフェンスの意表をつきパトリックのダメ押しゴールをアシスト。決勝の広島戦では第1戦・第2戦共にセットプレーから今野のゴールをアシストしたが、いずれも勝利には結びつかず後一歩でリーグ連覇を逃した。2015年シーズン最後のタイトルがかかった天皇杯決勝・浦和戦では後半にコーナーキックからパトリックの決勝ゴールをアシストし、天皇杯連覇に貢献。優勝セレモニーではこの年限りで移籍した明神智和のユニフォームを着て壇上に上がり、長年プレーした明神への感謝を示した。
2016年10月29日、2ndステージ第16節のアルビレックス新潟戦で史上13人目、MF登録では藤田俊哉以来2人目となるJ1通算100得点を達成。
2017年4月に行われたACL・江蘇蘇寧足球倶楽部戦での失点に絡むミス やアデレード・ユナイテッドFC戦でのPK失敗 など、不調が続き4月30日に行われた第9節の横浜FM戦ではルーキーイヤー以来19年ぶりのベンチに入ったものの出場なしで試合を終えた。しかし、5月5日に行われた第10節の清水戦ではチームが負けている状態で途中出場し、存在感を発揮し、チームを引き分けへと導いた。8月9日、第21節の広島戦では20年連続で得点を決めて、藤田を抜きMF登録で歴代最多得点を記録した。
2018年2月23日、開幕戦の名古屋グランパス戦で得点を挙げ、21年連続ゴールを達成。11月10日、第32節の湘南ベルマーレ戦ではフィールドプレーヤー史上初となるJ1リーグ通算600試合出場を達成した。また、シーズン終了後に放送されたTBS「スーパーサッカー」（2019年2月10日放送）で番組で統計したJリーグ通算アシストランキングの1位にランクインした。
2019年シーズン開幕戦に先発出場し、Jリーグ（J1・J2を含む）史上初の20年連続開幕戦先発の単独記録となった。ちなみに昨シーズンまで並んでいた中澤佑二は昨シーズンをもって引退している。4月20日、第8節の大分トリニータ戦で22年連続ゴールを達成。8月2日、第21節のヴィッセル神戸戦で日本人選手としては初となる公式戦1000試合を達成した。
2020年7月4日、第2節のセレッソ大阪戦でJ1史上最多となる632試合に出場した。同試合後には「選手である以上はスタメンで出たい。常にアピールしていきたい」と口にしていたが、J1リーグ第20節終了時点で出場はJ1リーグ11試合363分、ルヴァン杯2試合100分のみで、J1リーグ開幕戦こそフル出場したものの、新型コロナウイルス感染拡大の影響による中断から再開後は先発出場したリーグ戦2試合、ルヴァン杯1試合を含め全て途中交代にとどまり、J1リーグ第12節・第13節では2戦連続のベンチ外も経験。

### ジュビロ磐田
10月5日、出場機会を求めて同シーズンのJ2リーグで13位に低迷しているジュビロ磐田へ期限付き移籍することとなった。10月10日、移籍後初の試合となった第25節の松本山雅FC戦で先発フル出場を果たすと、10月25日、第29節のザスパクサツ群馬戦で公式戦5年ぶりに直接FKを決め、移籍後初得点を上げた。加入後、15試合に先発出場し、チームは18試合で僅か3敗と最終的に6位まで立て直し、低迷していたチームを活性化させた。
2021年5月15日、第14節のザスパクサツ群馬戦において決勝点を挙げ、自身が持つJリーグシーズン連続ゴール記録を24年に更新した。1998年のプロデビュー以来毎シーズンのゴールであり、ゴールを記録したシーズン数も歴代1位の24年となり同2位の三浦知良の23年を上回った。シーズンを通して主力として活躍し、チームのJ1昇格、J2優勝に貢献した。12月27日、2022年シーズンより磐田に完全移籍することが発表された。
2022年3月12日、移籍後初の古巣ガンバ大阪との対戦では、G大阪に在籍経験のあるチームメイトの鈴木雄斗、大森晃太郎との連携で先制点を演出した。10月29日に行われたG大阪との試合では、G大阪のホームスタジアム・パナソニックスタジアム吹田のピッチに移籍後初めて立った。チームはG大阪に敗れてJ2降格が決定。奇しくもG大阪はこの試合後に残留を決めて、遠藤は元ホームスタジアムで降格を味わった。試合後には、スタジアムを一周して古巣のサポーターに挨拶をした。遠藤はその後1年プロを続けたのちに引退したため、結果的にこれが現役最後のパナソニックスタジアムでのゲームとなった。シーズンを通してレギュラーとして出場を続けていたが、自身はキャリア初のシーズン無得点に終わり、チームも僅か1年でJ2降格を喫した。
2023年はシーズンを通して中盤まではレギュラーとして多く試合に出場していたが、シーズン中盤以降はスタメンを外れベンチスタートやベンチ外になることも多くなったが、チームは最終節で栃木SCに勝利して自動昇格を争うライバルの2位清水を抜いてリーグ戦2位に浮上して1年でのJ1復帰を決めた。
2024年1月9日、2023シーズンをもっての現役引退を発表した。遠藤の引退により、横浜フリューゲルスに在籍経験のある選手が全員引退した。

## 代表経歴
1999年、U-20日本代表としてナイジェリアで開催された第10回ワールドユース選手権に出場し、日本代表の準優勝に貢献。この代表メンバーは後にJリーグやフル代表の中心的存在となる選手が多かったことから「黄金世代」と呼ばれている。同年、シドニーオリンピック予選のU-22日本代表にも選出され、アジア1次予選、最終予選はスターティングメンバーとして戦ったが、2000年のシドニーオリンピック本大会では、予備登録メンバーとして選出されるも、出場機会はなかった。
2002年、当時の日本代表監督ジーコによってフル代表に初招集され、11月20日のキリンチャレンジカップ・アルゼンチン戦で初出場を果たし、以降、代表レギュラーの座を勝ち取る。翌2003年には、FIFAコンフェデレーションズカップ2003に全試合スタメン出場。同年8月20日のナイジェリア戦で待望の代表初ゴールを挙げる。当時のボランチは同期の小野伸二や稲本潤一、中田浩二といった海外組を始め、同じ国内組の福西崇史などがいたため激戦区であったが、2004年のアジアカップレギュラーとして日本代表の優勝に貢献した。翌年、中田英寿のボランチへのコンバート志願のあおりを受け、再び控えに回る事になり、2006年のドイツW杯ではフィールドプレーヤー（GK以外の選手）で、唯一ピッチに立つことがなかった。
ドイツW杯後、新監督イビチャ・オシムからの指導でプレースタイルに磨きをかけ、代表の中心的存在に登りつめ、ドイツW杯を最後に現役を引退した中田の背番号7を引き継いだ。オシムジャパンではボランチではなく、オフェンシブハーフとして起用されたのが特徴である（ガンバ大阪では同様の起用法は頻繁に見られるが、日本代表では主にボランチで起用されていた）。
2007年12月、オシムが病に倒れ退任、急遽監督に就任した岡田武史は、当初、オシムのチームを引き継ぐという立場であったため、遠藤もオシム時代同様にオフェンシブハーフでの起用が多かったが、岡田が「俺のやり方でやる」と宣言した2008年の南アフリカW杯アジア3次予選から、長谷部誠とダブルボランチを形成。守備陣と攻撃陣のパイプ役を担って、南アフリカW杯予選突破に貢献し、岡田からは「チームの心臓」と称された。その後も、代表でのレギュラーの座を不動のものにしていたが、W杯直前にリーグ戦やACL、さらには日本代表戦など、連戦による過密日程をこなすことで大きくコンディションを落とし、2010年2月の東アジア選手権や親善試合のセルビア戦では低調なパフォーマンスに終わり、クラブに戻っても数試合は休養を取らざるを得なかったほどに疲労に苛まれていた。
2010年5月10日に南アフリカW杯のメンバーに選出され、6月の本大会ではグループリーグ3試合と決勝トーナメント1試合の全試合に司令塔としてスタメン出場を果たした。6月25日のグループリーグ第3戦のデンマーク戦では直接フリーキックを決めてW杯初得点を挙げ、4試合トータルでチーム1の走行距離を記録するなど、日本代表初のアウェーでのベスト16入りに大きく貢献した。このフリーキックについて遠藤本人は、「（本田圭佑が蹴る事を希望していたが）圭佑は1本目決めてたんで、俺に蹴らせろみたいな感じ」で自身が蹴る事にしたと語っている。尚、本大会は公式ボールが無回転シュート向けの特性を持ち、横回転を掛け難い“ジャブラニ”が採用されたため、多くのカーブ系のキックを得意とする選手が悪戦苦闘する事態になった。そんな中、遠藤はジャブラニを自在に操り、前述のフリーキックだけでなく起点としてもカメルーン戦の本田のゴール、デンマーク戦の岡崎のゴールを演出。岡田監督が「このチームの心臓」と評したとおりの活躍を見せ期待に応えた。ちなみにW杯で1試合2本のフリーキック成功は44年ぶりである。
2010年10月12日、親善試合の韓国戦で、井原正巳、川口能活、中澤佑二に次ぐ4人目、GKとDF以外のポジションの選手では初となるフル代表100試合出場を達成。
南アフリカW杯後に日本代表監督に就任したアルベルト・ザッケローニからもレギュラーとして起用され、2011年1月に開催されたアジアカップでは全6試合にスタメン出場を果たし、チーム最年長、チーム最多CAP選手として若いチームを引っ張り、中盤の底から決定的なパスを何本も供給し、ゲームをコントロールし続けた大車輪の活躍で、日本代表の2大会ぶりのアジア制覇に大きく貢献し、大会MVPに輝いた本田圭佑は、MVPについて感想のコメントを求められ「個人的にはヤットさん（遠藤）だと思う。ああいう人がいなかったら勝負は紙一重だった」と遠藤を讃えた。
2011年3月29日に開催されたチャリティーマッチ「東北地方太平洋沖地震復興支援チャリティーマッチ がんばろうニッポン!」では、先制点となるフリーキックを決めた。
2012年10月12日、フランスとの国際親善試合にフル出場し、井原正巳が持っていた日本代表の国際Aマッチ最多出場記録の122試合に並ぶと、続く16日のブラジル戦にも出場し、最多出場記録を13年ぶりに更新。さらに翌2013年9月10日のガーナ戦に出場したことで、それまで東アジア諸国の国際Aマッチ最多出場記録を持っていた韓国・洪明甫の136に並び、10月11日のセルビアとの欧州遠征第1戦に出場して137試合目となり、東アジア最多出場記録を更新した。
2014年5月、ブラジルW杯代表に選出され、日本代表では唯一ドイツ大会から3大会連続選出となった。本大会では、クラブで調子を落としていたことから直前でレギュラーから外され、第1戦コートジボワール戦、第2戦ギリシャ戦ともに長谷部誠に代わり後半から出場。第3戦コロンビア戦は出場機会がなくチームも敗れグループリーグで敗退した。
ブラジルW杯以降、ハビエル・アギーレ体制となってからは代表から外れていたが11月に代表復帰。同年12月、AFCアジアカップ2015の代表メンバーに選出され、日本代表としては初のアジアカップ4大会連続選出となった。グループリーグ第1戦パレスチナ戦では先発出場で先制ゴールを決め、三浦知良が持っていたアジアカップの日本代表最年長ゴール記録（29歳9カ月）を34歳11カ月に更新、さらにアジアカップの出場数も通算最多となった。続く第2戦イラク戦にも先発出場し、国際Aマッチ150試合出場を達成した。
ヴァイッド・ハリルホジッチ体制後からは代表に選出されておらず、ハリルはその理由を最初の代表発表の場で「遠藤は日本のレベルを上げてくれた。でもリストには入ってない。私はＷ杯ロシア大会の準備のために日本に来ている。メンバーは、今までのリストを中心に、さらに自分の考えを加えて作成している。遠藤はこれまで、日本のために貢献してくれた。敬意を表したい。」とロシアW杯時の年齢を配慮し選出しない事を宣言している。
2013年9月6日に行われたグアテマラ戦で遠藤がFKで決めた得点以降、日本代表は直接FKでの得点は2018年11月に原口元気が決めるまでの約5年間無かった。

## 現役引退後
引退発表と同時にガンバ大阪のトップチームコーチ就任が発表された。

## プレースタイル
ボランチとしてボールキープが巧みで タメをつくることができ、正確なパスを散らすゲームメーカー。短距離〜やや長い浮き球のパスを得意とし、中央からの散らしに関しては足元・スペースを正確に突く、特に短距離のパスは相手の重心と反対の方向へ出すことでカットされにくく、日本でも屈指の精度を誇る。G大阪の戦術上、中・長距離のパスは用いることは少ないが、こちらも非常に高い精度を持つ。
ポジションは主に攻撃的MFおよびセントラルMF。スピードやフィジカルに頼ったプレーやヘディングは得意としていないが、プレースキックの精度が高く、直接得点したりアシストする場面が頻繁に見られる。直接フリーキックはプロ入り初期はそれほど蹴っていなかったが、日本代表に選出された後、監督のジーコからプレースキッカーの役割を担うよう提言を受け、以降はクラブや代表でもプレースキックを任されることが多くなった。強い回転系のシュートを得意としており、ペナルティエリアやや外くらいからゴールマウスを的確にとらえられる高精度のミドルシュートを持つ。また、テクニックタイプではあるがボディーコンタクトも強い。
元々遠藤は運動量がそれほど多くなく、中盤の底からゲームメイクをするバランサータイプの選手であったが、2006年に日本代表監督に就任したイビチャ・オシムから「チームのために走りなさい」と指導され、以降は自らドリブル突破やゴール前でのワンツーからの飛び出しなど仕掛ける動きが目立つようになり、攻撃的な役割を担う部分が多くなった。オシムの指導によって豊富な運動量も遠藤の武器となり、南アフリカワールドカップで計測された4試合389分での走行距離は47.02 km。同大会に出場した日本代表選手での中で本田圭佑（45.48 km）、長友佑都（45.43 km）らを抑え最長を記録した。また、状況判断力にも長け、パスを供給する位置やタイミングを自在に把握する広い視野と戦術眼も併せ持っており、本人の何事にも動じない落ち着いた性格からどんな状況でも常に慌てることなくプレーできるなど精神面も強い。

### 各年代の評価
オシムからは「常に自分をコントロールし、チームメイトや対戦相手もコントロールする。その知性はチームに大きなプラスアルファをもたらす。彼がいれば監督は必要ない」と高い評価を得ている。遠藤保仁はクラブ・日本代表双方において必要不可欠な存在とされており、様々な見地から「遠藤保仁不在」が不安視されていた。日本代表における遠藤の後継者候補に挙げられていた選手には柴崎岳、扇原貴宏、家長昭博、柏木陽介、高橋秀人 がいたが、いずれも候補止まりであり、ポスト遠藤の評価を得るまでには至っていない。
2020年4月、イギリスメディアの選ぶ21世紀の日本代表ベスト11に選ばれた。

### ペナルティーキック
遠藤はPKを蹴る際、しばしば遅めの球速で蹴る場合がある。ボールがピッチ上をコロコロと転がりながらゴールマウスに向かう様子からメディアやファンからは「コロコロPK」と呼ばれている。助走時間を長く取ってゆっくりとボールに近づき、ボールは一切見ず相手ゴールキーパーの動きを最後まで見ることで相手の重心の動きを見極め、ゴールキーパーが動いた方向とは逆方向にインサイドキックでボールを転がすように蹴る。もしゴールキーパーが動かなかった場合はサイドに強く蹴る。近年では詳細が知れ渡ってしまったため、上記のキックをしないことが多い。
リーグ戦でのPK成功率は9割以上であり、J1での通算PK得点（30得点、2015年シーズン終了時点）はJ1最多記録である。さらに、2008年のFIFAクラブワールドカップ準決勝のマンチェスター・ユナイテッドとの対戦では、コロコロPKで元オランダ代表のファン・デル・サールからゴールを奪い、2010年のFIFAワールドカップ決勝トーナメント1回戦のパラグアイ戦でも、1人目を任されて成功させる（ただし、この時はジャブラニがコロコロPKに合わないという理由でサイドに鋭く蹴った） など、代表での試合を含め国際大会においても成功率は高い。

## エピソード
- 憧れの選手はという問いには「2人の兄」を挙げており[78]、6つ上の長男・拓哉は次男よりも憧れの選手で、鹿児島実業高校では前園真聖と同期で背番号10を背負ってプレーし、高校選手権では2年、3年と連続して優秀選手に選ばれ、[79] 大学選抜や実業団（九州サッカーリーグ、鹿児島県社会人サッカーリーグなどに所属した京セラ川内サッカー部）で活躍。4つ年上の次男・彰弘は横浜FMや神戸で活躍し、アトランタオリンピックでは10番を背負ったなど、サッカー界では有名な「遠藤3兄弟」として知られている[78]。
- 夫人は高校時代の同級生で[80]、4人の子供（娘2人、息子2人）がいる[81]。
- 夫人と長男は2010 FIFAワールドカップに帯同。長男が「ゴール決めてね」といった後、父親・保仁は本当にゴールを決めた（デンマーク戦）。
- フジテレビ『ポンキッキシリーズ』のマスコット「ガチャピン」と容姿が瓜二つである。スタジアムでポンキッキーズガチャピンのイラストや人形を掲げて応援するサポーターも多数[82]。2005年9月24日放送の「ポンキッキーズ」に出演した際、本物のガチャピンと共演し、「僕に似てるって言われるでしょ」と質問をされ、「昔は良く似てるって言われてました」と答えた[83]。2010年には所属するガンバ大阪やフジテレビKIDSで、遠藤とガチャピンのコラボグッズが発売された[84]。2010年9月8日にはガンバのホーム万博記念競技場へガチャピンが来場し[85]、2011年9月25日にはガンバの練習場に訪れたガチャピンにサッカーを教えた[86]。2011年12月4日に万博記念公園で行われたファン感謝祭では、自らガチャピンの着ぐるみを着て登場し、「本物です」「（似ているといわれて）嬉しいです」と答えた[87]。
- 一番好きな食べ物はレバ刺し。ゴルフが趣味であり、時間があったらもっとのめり込んでいたかもしれないと話している。また、スポーツ全般に興味があり、ゴルフの他には野球にも興味がある[88]。
- サッカー選手になっていなかったら、漁師になっていたかもしれないとインタビューでは答えており、昔は釣りをするために海に出かけることもよくあった。
- 性格はマイペースでおっとりしているところがあり、本人曰くのんびりしすぎる時もあるのでそこが自分の弱点かもしれないと述べている[88]。鹿児島実業高校時代の恩師・松澤隆司監督によると「運動能力が高く、持久走では1番になれる力がありながら、いつも3〜4番」とあまり目立とうとしないタイプで[89]、親友の中村俊輔いわく「プレッシャーをかけてもゆっくり」とのこと。本人は「緊張はしないし、慌てたりすることもない。ストレスは感じない方。人の話をあまり聞いてないところが欠点」と自己分析している[90]。
- 趣味は競馬。2008年スプリンターズステークス優勝馬のスリープレスナイトの一口馬主であった。また騎手の福永祐一と交友がある。
- 2010年の南アフリカワールドカップでの活躍で、セリエAのジェノアが獲得に乗り出したと地元メディアで報じられたが、本人は「レベルの高いところでやりたい気持ちはあるけど、イタリアの（守備的な）スタイルは嫌い」と苦笑いしていた[91]。
- 2011年3月6日、アメーバブログに遠藤を名乗る偽ブログが掲載される騒動が起こった。8日にガンバ側が遠藤本人のブログではないことを公表し[92]、同日中にブログは閉鎖された。2014年1月15日、アメーバで公式ブログが開始された[93]。2016年4月からはLINEブログに移行している。
- 2012年4月13日放送の『僕らの音楽』で、大のサッカーファンである歌手の森山直太朗と対談した[94]。
- 2012年4月14日に公開された劇場版アニメ『名探偵コナン 11人目のストライカー』で声優に初挑戦した。遠藤は、主人公の江戸川コナンにフリーキックの心得を伝授する役で三浦知良、楢﨑正剛、中村憲剛、今野泰幸とともに出演した。遠藤はコナンファンであり、遠藤の家族もコナンファンだと言う[95]。パンフレットの独占インタビューでも、「国民的アニメのコナンに出演するということで、とても緊張していた」ことなどを述べている。

## 所属クラブ
- 桜島町立桜洲小学校
- 桜島町立桜島中学校
- 1995年 - 1997年 鹿児島実業高校
- 1998年  横浜フリューゲルス
- 1999年 - 2000年  京都パープルサンガ
- 2001年 - 2021年  ガンバ大阪
  - 2020年10月 - 2021年  ジュビロ磐田（期限付き移籍）
- 2022年 - 2023年  ジュビロ磐田

## 個人成績
| 国内大会個人成績 | 国内大会個人成績 | 国内大会個人成績 | 国内大会個人成績 | 国内大会個人成績 | 国内大会個人成績 | 国内大会個人成績 | 国内大会個人成績 | 国内大会個人成績 | 国内大会個人成績 | 国内大会個人成績 | 国内大会個人成績 |
| 年度             | クラブ           | 背番号           | リーグ           | リーグ戦         | リーグ戦         | リーグ杯         | リーグ杯         | オープン杯       | オープン杯       | 期間通算         | 期間通算         |
| 年度             | クラブ           | 背番号           | リーグ           | 出場             | 得点             | 出場             | 得点             | 出場             | 得点             | 出場             | 得点             |
| 日本             | 日本             | 日本             | 日本             | リーグ戦         | リーグ戦         | リーグ杯         | リーグ杯         | 天皇杯           | 天皇杯           | 期間通算         | 期間通算         |
| ---------------- | ---------------- | ---------------- | ---------------- | ---------------- | ---------------- | ---------------- | ---------------- | ---------------- | ---------------- | ---------------- | ---------------- |
| 1997             | 鹿児島実高       | 7                | -                | -                | -                | -                | -                | 1                | 0                | 1                | 0                |
| 1998             | 横浜F            | 27               | J                | 16               | 1                | 4                | 0                | 0                | 0                | 20               | 1                |
| 1999             | 京都             | 14               | J1               | 24               | 4                | 2                | 0                | 2                | 0                | 28               | 4                |
| 2000             | 京都             | 14               | J1               | 29               | 5                | 6                | 1                | 1                | 0                | 36               | 6                |
| 2001             | G大阪            | 19               | J1               | 29               | 4                | 4                | 0                | 3                | 1                | 36               | 5                |
| 2002             | G大阪            | 30               | J1               | 30               | 5                | 8                | 1                | 1                | 0                | 39               | 6                |
| 2003             | G大阪            | 7                | J1               | 30               | 4                | 6                | 0                | 2                | 0                | 38               | 4                |
| 2004             | G大阪            | 7                | J1               | 29               | 9                | 0                | 0                | 3                | 0                | 32               | 9                |
| 2005             | G大阪            | 7                | J1               | 33               | 10               | 4                | 0                | 2                | 0                | 39               | 10               |
| 2006             | G大阪            | 7                | J1               | 25               | 9                | 0                | 0                | 4                | 1                | 29               | 10               |
| 2007             | G大阪            | 7                | J1               | 34               | 8                | 8                | 1                | 4                | 0                | 46               | 9                |
| 2008             | G大阪            | 7                | J1               | 27               | 6                | 1                | 0                | 3                | 0                | 31               | 6                |
| 2009             | G大阪            | 7                | J1               | 32               | 10               | 2                | 0                | 4                | 3                | 38               | 13               |
| 2010             | G大阪            | 7                | J1               | 30               | 3                | 0                | 0                | 2                | 2                | 32               | 5                |
| 2011             | G大阪            | 7                | J1               | 33               | 4                | 0                | 0                | 0                | 0                | 33               | 4                |
| 2012             | G大阪            | 7                | J1               | 34               | 5                | 2                | 0                | 4                | 3                | 40               | 8                |
| 2013             | G大阪            | 7                | J2               | 33               | 5                | -                | -                | 0                | 0                | 33               | 5                |
| 2014             | G大阪            | 7                | J1               | 34               | 6                | 6                | 0                | 5                | 0                | 45               | 6                |
| 2015             | G大阪            | 7                | J1               | 34               | 5                | 3                | 1                | 4                | 0                | 41               | 6                |
| 2016             | G大阪            | 7                | J1               | 34               | 2                | 3                | 1                | 2                | 0                | 39               | 3                |
| 2017             | G大阪            | 7                | J1               | 31               | 1                | 4                | 0                | 1                | 0                | 36               | 1                |
| 2018             | G大阪            | 7                | J1               | 34               | 1                | 6                | 0                | 1                | 0                | 41               | 1                |
| 2019             | G大阪            | 7                | J1               | 28               | 1                | 5                | 0                | 1                | 0                | 34               | 1                |
| 2020             | G大阪            | 7                | J1               | 11               | 0                | 2                | 0                | -                | -                | 13               | 0                |
| 2020             | 磐田             | 50               | J2               | 15               | 2                | -                | -                | -                | -                | 15               | 2                |
| 2021             | 磐田             | 50               | J2               | 35               | 3                | -                | -                | 0                | 0                | 35               | 3                |
| 2022             | 磐田             | 50               | J1               | 31               | 0                | 1                | 0                | 0                | 0                | 32               | 0                |
| 2023             | 磐田             | 50               | J2               | 21               | 0                | 1                | 0                | 2                | 0                | 24               | 0                |
| 通算             | 日本             | 日本             | J1               | 672              | 103              | 77               | 5                | 48               | 10               | 797              | 118              |
| 通算             | 日本             | 日本             | J2               | 104              | 10               | 1                | 0                | 2                | 0                | 107              | 10               |
| 通算             | 日本             | 日本             | 他               | -                | -                | -                | -                | 1                | 0                | 1                | 0                |
| 総通算           | 総通算           | 総通算           | 総通算           | 776              | 113              | 78               | 5                | 51               | 10               | 905              | 128              |

その他の公式戦
- 2006年
  - スーパーカップ 1試合0得点
- 2007年
  - スーパーカップ 1試合0得点
- 2009年
  - スーパーカップ 1試合0得点
- 2010年
  - スーパーカップ 1試合0得点
- 2015年
  - スーパーカップ 1試合0得点
  - Jリーグチャンピオンシップ 3試合0得点
- 2016年
  - スーパーカップ 1試合0得点

| 国際大会個人成績 | 国際大会個人成績 | 国際大会個人成績 | 国際大会個人成績 | 国際大会個人成績 | FIFA      | FIFA      |
| 年度             | クラブ           | 背番号           | 出場             | 得点             | 出場      | 得点      |
| AFC              | AFC              | AFC              | ACL              | ACL              | クラブW杯 | クラブW杯 |
| ---------------- | ---------------- | ---------------- | ---------------- | ---------------- | --------- | --------- |
| 2006             | G大阪            | 7                | 5                | 3                | -         | -         |
| 2008             | G大阪            | 7                | 10               | 3                | 3         | 2         |
| 2009             | G大阪            | 7                | 6                | 1                | -         | -         |
| 2010             | G大阪            | 7                | 3                | 0                | -         | -         |
| 2011             | G大阪            | 7                | 7                | 1                | -         | -         |
| 2012             | G大阪            | 7                | 4                | 1                | -         | -         |
| 2015             | G大阪            | 7                | 12               | 0                | -         | -         |
| 2016             | G大阪            | 7                | 5                | 1                | -         | -         |
| 2017             | G大阪            | 7                | 7                | 0                | -         | -         |
| 通算             | AFC              | AFC              | 59               | 10               | 3         | 2         |

その他の国際公式戦
- 2006年
  - A3チャンピオンズカップ 3試合1得点
- 2015年
  - スルガ銀行チャンピオンシップ 1試合0得点

Jリーグ
- Jリーグ初出場 - 1998年3月21日 J1.1st第1節 vs横浜マリノス（日産スタジアム）
- Jリーグ初得点 - 1998年8月1日 J1.1st第15節 vs鹿島アントラーズ（日産スタジアム）
- 100試合出場 - 2002年3月10日 J1.1st第2節 vs京都パープルサンガ（西京極陸上競技場）
- 150試合出場 - 2003年9月23日 J1.2nd第7節 vs東京ヴェルディ1969（万博記念競技場)
- 200試合出場 - 2005年7月2日 J1第13節 vs東京ヴェルディ1969（万博記念競技場）
- 250試合出場 - 2007年4月7日 J1第5節 vs川崎フロンターレ（万博記念競技場）
- 300試合出場 - 2008年9月28日 J1第27節 vs東京ヴェルディ（味の素スタジアム）
- 400試合出場 - 2011年11月26日 J1第33節 vsベガルタ仙台（万博記念競技場）
- 500試合出場 - 2015年10月17日 J1.2nd第14節 vs浦和レッズ（万博記念競技場）
- 600試合出場 - 2018年11月10日 J1第32節 vs湘南ベルマーレ（パナソニックスタジアム吹田）
- 50得点 - 2006年9月9日 J1第22節 vsセレッソ大阪（万博記念競技場）
- 100得点 - 2016年10月26日 J1.2nd第16節 vsアルビレックス新潟（市立吹田サッカースタジアム）

## タイトル

### クラブ
鹿児島実業高校
- 全国高校選手権：1回（1995年）
- 高円宮杯全日本ユース選手権：1回（1996年）

横浜フリューゲルス
- 天皇杯：1回（1998年）

ガンバ大阪
- Jリーグ ディビジョン1：2回（2005年、2014年）
- Jリーグ ディビジョン2：1回（2013年）
- ナビスコカップ：2回（2007年、2014年）
- 天皇杯：4回（2008年、2009年、2014年、2015年）
- ゼロックススーパーカップ：2回（2007年、2015年）
- AFCチャンピオンズリーグ：1回（2008年）
- パンパシフィックチャンピオンシップ：1回（2008年）

ジュビロ磐田
- J2リーグ：1回（2021年）

### 代表
- AFCアジアカップ：2回（2004年、2011年）
- キリンカップサッカー：4回（2004年、2007年、2009年、2011年）

### 個人
- Jリーグ最優秀選手賞：1回（2014年）
- Jリーグ優秀選手賞：12回（2003年 - 2012年、2014年 - 2015年）
- Jリーグベストイレブン：12回（2003年 - 2012年、2014年 - 2015年）※歴代最多
- AFCチャンピオンズリーグMVP：1回（2008年）
- 日本年間最優秀選手賞：2回（2008年、2014年）
- アジア年間最優秀選手賞：1回（2009年）
- J2 Most Exciting Player：1回（2013年）
- Jクロニクルベスト ベストイレブン（2013年）
- J30ベストアウォーズ ベストイレブン（2023年）
- J30ベストアウォーズ MVP（2023年）

### その他
- 週刊サッカーマガジン 年間最優秀選手賞（クリスタルアウォード賞）：1回（2008年）
- 報知プロスポーツ大賞 Jリーグ部門：1回（2008年）
- テレビ朝日 第43回ビッグスポーツ大賞「日本サッカー応援宣言!やべっちF.C.賞 (サッカープロジェクト賞)」：1回（2008年）
- 関西スポーツ賞 特別賞：1回（2009年）
- 感動大阪大賞（知事賞詞）：1回（2010年）
- 関西ベストファーザー賞（スポーツ部門）：1回（2012年）
- 第71回南日本文化賞特別賞：1回（2020年）[96]

## 代表歴
- 国際Aマッチ初出場 - 2002年11月20日 キリンチャレンジカップ2002 vsアルゼンチン代表（埼玉スタジアム2002）[1]
- 国際Aマッチ初得点 - 2003年8月20日 キリンチャレンジカップ2003 vsナイジェリア代表（国立競技場）[1]
- 国際Aマッチ50試合出場 - 2007年7月16日 AFCアジアカップ2007 vsベトナム代表（ミーディン国立競技場）[1]
- 国際Aマッチ100試合出場 - 2010年10月12日 国際親善試合 vs韓国代表（ソウルワールドカップ競技場）[1]
- 国際Aマッチ150試合出場 - 2015年1月16日 AFCアジアカップ2015 vsイラク代表（ブリスベン・スタジアム）[1]

### 出場大会
- U-16日本代表
- U-18日本代表
- U-19日本代表
  - 1998年 - アジアユース（準優勝）
- U-20日本代表
  - 1999年 - ワールドユース（準優勝）
- U-23日本代表
  - 1999年 - シドニーオリンピック最終予選
  - 2000年 - シドニーオリンピック予備登録メンバー
- 日本代表
  - 2003年 - FIFAコンフェデレーションズカップ2003（グループリーグ敗退）
  - 2003年 - 東アジアサッカー選手権2003（準優勝）
  - 2004年 - AFCアジアカップ2004（優勝）
  - 2005年 - FIFAコンフェデレーションズカップ2005（グループリーグ敗退）
  - 2005年 - 東アジアサッカー選手権2005（準優勝）
  - 2006年 - 2006 FIFAワールドカップ（グループリーグ敗退）
  - 2007年 - AFCアジアカップ2007（4位）
  - 2008年 - 東アジアサッカー選手権2008（準優勝）
  - 2010年 - 東アジアサッカー選手権2010（3位）
  - 2010年 - 2010 FIFAワールドカップ（ベスト16）
  - 2011年 - AFCアジアカップ2011（優勝）
  - 2013年 - FIFAコンフェデレーションズカップ2013（グループリーグ敗退）
  - 2014年 - 2014 FIFAワールドカップ（グループリーグ敗退）
  - 2015年 - AFCアジアカップ2015（ベスト8）

### 試合数
- 国際Aマッチ 152試合 15得点（2002年 - 2015年）[1]

| 日本代表 | 国際Aマッチ | 国際Aマッチ |
| 年       | 出場        | 得点        |
| -------- | ----------- | ----------- |
| 2002     | 1           | 0           |
| 2003     | 11          | 1           |
| 2004     | 16          | 2           |
| 2005     | 8           | 0           |
| 2006     | 8           | 0           |
| 2007     | 13          | 1           |
| 2008     | 16          | 3           |
| 2009     | 12          | 0           |
| 2010     | 15          | 2           |
| 2011     | 13          | 0           |
| 2012     | 11          | 1           |
| 2013     | 16          | 2           |
| 2014     | 8           | 2           |
| 2015     | 4           | 1           |
| 通算     | 152         | 15          |

### 出場
| #    | 開催日         | 開催地               | スタジアム                                             | 対戦国                   | 勝敗         | 監督                     | 試合概要                               |
| ---- | -------------- | -------------------- | ------------------------------------------------------ | ------------------------ | ------------ | ------------------------ | -------------------------------------- |
| 1.   | 2002年11月20日 | 埼玉県               | 埼玉スタジアム2002                                     | アルゼンチン             | ●0-2         | 山本昌邦（代行）         | キリンチャレンジカップ2002             |
| 2.   | 2003年05月31日 | 東京都               | 国立霞ヶ丘競技場陸上競技場                             | 韓国                     | ●0-1         | ジーコ                   | 国際親善試合                           |
| 3.   | 2003年06月11日 | 埼玉県               | 埼玉スタジアム2002                                     | パラグアイ               | △0-0         | ジーコ                   | キリンカップサッカー2003               |
| 4.   | 2003年06月18日 | サンドニ             | スタッド・ド・フランス                                 | ニュージーランド         | ○3-0         | ジーコ                   | FIFAコンフェデレーションズカップ2003   |
| 5.   | 2003年06月20日 | サンテティエンヌ     | スタッド・ジェフロワ＝ギシャール                       | フランス                 | ●1-2         | ジーコ                   | FIFAコンフェデレーションズカップ2003   |
| 6.   | 2003年06月22日 | サンテティエンヌ     | スタッド・ジェフロワ＝ギシャール                       | コロンビア               | ●0-1         | ジーコ                   | FIFAコンフェデレーションズカップ2003   |
| 7.   | 2003年08月20日 | 東京都               | 国立霞ヶ丘競技場陸上競技場                             | ナイジェリア             | ○3-0         | ジーコ                   | キリンチャレンジカップ2003             |
| 8.   | 2003年09月10日 | 新潟県               | 新潟スタジアム                                         | セネガル                 | ●0-1         | ジーコ                   | キリンチャレンジカップ2003             |
| 9.   | 2003年11月19日 | 大分県               | 大分スポーツ公園総合競技場                             | カメルーン               | △0-0         | ジーコ                   | キリンチャレンジカップ2003             |
| 10.  | 2003年12月04日 | 東京都               | 国立霞ヶ丘競技場陸上競技場                             | 中華人民共和国           | ○2-0         | ジーコ                   | 東アジアサッカー選手権2003             |
| 11.  | 2003年12月07日 | 埼玉県               | 埼玉スタジアム2002                                     | 香港                     | ○1-0         | ジーコ                   | 東アジアサッカー選手権2003             |
| 12.  | 2003年12月10日 | 神奈川県             | 横浜国際総合競技場                                     | 韓国                     | △0-0         | ジーコ                   | 東アジアサッカー選手権2003             |
| 13.  | 2004年02月07日 | 茨城県               | 茨城県立カシマサッカースタジアム                       | マレーシア               | ○4-0         | ジーコ                   | キリンチャレンジカップ2004             |
| 14.  | 2004年02月12日 | 東京都               | 国立霞ヶ丘競技場陸上競技場                             | イラク                   | ○2-0         | ジーコ                   | 国際親善試合                           |
| 15.  | 2004年02月18日 | 埼玉県               | 埼玉スタジアム2002                                     | オマーン                 | ○1-0         | ジーコ                   | 2006 FIFAワールドカップ・アジア1次予選 |
| 16.  | 2004年04月25日 | ザラエジェルツェグ   | ZTEアレナ                                              | ハンガリー               | ●2-3         | ジーコ                   | 国際親善試合                           |
| 17.  | 2004年04月28日 | プラハ               | レトナ・スタジアム                                     | チェコ                   | ○1-0         | ジーコ                   | 国際親善試合                           |
| 18.  | 2004年05月30日 | マンチェスター       | シティ・オブ・マンチェスター・スタジアム               | アイスランド             | ○3-2         | ジーコ                   | 国際親善試合                           |
| 19.  | 2004年07月09日 | 広島県               | 広島広域公園陸上競技場                                 | スロバキア               | ○3-1         | ジーコ                   | キリンカップサッカー2004               |
| 20.  | 2004年07月13日 | 神奈川県             | 横浜国際総合競技場                                     | セルビア・モンテネグロ   | ○1-0         | ジーコ                   | キリンカップサッカー2004               |
| 21.  | 2004年07月20日 | 重慶市               | 重慶奥林匹克体育中心                                   | オマーン                 | ○1-0         | ジーコ                   | AFCアジアカップ2004                    |
| 22.  | 2004年07月24日 | 重慶市               | 重慶奥林匹克体育中心                                   | タイ                     | ○4-1         | ジーコ                   | AFCアジアカップ2004                    |
| 23.  | 2004年07月28日 | 重慶市               | 重慶奥林匹克体育中心                                   | イラン                   | △0-0         | ジーコ                   | AFCアジアカップ2004                    |
| 24.  | 2004年07月31日 | 重慶市               | 重慶奥林匹克体育中心                                   | ヨルダン                 | △1-1(PK4-3)  | ジーコ                   | AFCアジアカップ2004                    |
| 25.  | 2004年08月03日 | 済南市               | 山東体育場                                             | バーレーン               | ○4-3(延長)   | ジーコ                   | AFCアジアカップ2004                    |
| 26.  | 2004年08月18日 | 静岡県               | 静岡県小笠山総合運動公園スタジアム                     | アルゼンチン             | ●1-2         | ジーコ                   | キリンチャレンジカップ2004             |
| 27.  | 2004年11月17日 | 埼玉県               | 埼玉スタジアム2002                                     | シンガポール             | ○1-0         | ジーコ                   | 2006 FIFAワールドカップ・アジア1次予選 |
| 28.  | 2004年12月16日 | 神奈川県             | 横浜国際総合競技場                                     | ドイツ                   | ●0-3         | ジーコ                   | キリンチャレンジカップ2004             |
| 29.  | 2005年01月29日 | 神奈川県             | 横浜国際総合競技場                                     | カザフスタン             | ○4-0         | ジーコ                   | キリンチャレンジカップ2005             |
| 30.  | 2005年02月02日 | 埼玉県               | 埼玉スタジアム2002                                     | シリア                   | ○3-0         | ジーコ                   | キリンチャレンジカップ2005             |
| 31.  | 2005年02月09日 | 埼玉県               | 埼玉スタジアム2002                                     | 北朝鮮                   | ○2-1         | ジーコ                   | 2006 FIFAワールドカップ・アジア2次予選 |
| 32.  | 2005年05月22日 | 新潟県               | 新潟スタジアム                                         | ペルー                   | ●0-1         | ジーコ                   | キリンカップサッカー2005               |
| 33.  | 2005年06月08日 | バンコク             | スパチャラサイ国立競技場                               | 北朝鮮                   | ○2-0         | ジーコ                   | 2006 FIFAワールドカップ・アジア2次予選 |
| 34.  | 2005年06月19日 | フランクフルト       | コメルツバンク・アレーナ                               | ギリシャ                 | ○1-0         | ジーコ                   | FIFAコンフェデレーションズカップ2005   |
| 35.  | 2005年07月31日 | 大田                 | 大田ワールドカップ競技場                               | 北朝鮮                   | ●0-1         | ジーコ                   | 東アジアサッカー選手権2005             |
| 36.  | 2005年08月17日 | 神奈川県             | 横浜国際総合競技場                                     | イラン                   | ○2-1         | ジーコ                   | 2006 FIFAワールドカップ・アジア2次予選 |
| 37.  | 2006年02月10日 | サンフランシスコ     | AT＆Tパーク                                            | アメリカ合衆国           | ●2-3         | ジーコ                   | 国際親善試合                           |
| 38.  | 2006年02月22日 | 神奈川県             | 横浜国際総合競技場                                     | インド                   | ○6-0         | ジーコ                   | AFCアジアカップ2007・最終予選          |
| 39.  | 2006年05月09日 | 大阪府               | 長居陸上競技場                                         | ブルガリア               | ●1-2         | ジーコ                   | キリンカップサッカー2006               |
| 40.  | 2006年05月13日 | 埼玉県               | 埼玉スタジアム2002                                     | スコットランド           | △0-0         | ジーコ                   | キリンカップサッカー2006               |
| 41.  | 2006年08月16日 | 新潟県               | 新潟スタジアム                                         | イエメン                 | ○2-0         | イビチャ・オシム         | AFCアジアカップ2007・最終予選          |
| 42.  | 2006年09月03日 | ジッダ               | プリンス・アブドゥッラー・アル・ファイサル・スタジアム | サウジアラビア           | ●0-1         | イビチャ・オシム         | AFCアジアカップ2007・最終予選          |
| 43.  | 2006年09月06日 | サヌア               | アリー・ムフシン・スタジアム                           | イエメン                 | ○1-0         | イビチャ・オシム         | AFCアジアカップ2007・最終予選          |
| 44.  | 2006年10月04日 | 神奈川県             | 横浜国際総合競技場                                     | ガーナ                   | ●0-1         | イビチャ・オシム         | キリンチャレンジカップ2006             |
| 45.  | 2007年03月24日 | 神奈川県             | 横浜国際総合競技場                                     | ペルー                   | ○2-0         | イビチャ・オシム         | キリンチャレンジカップ2007             |
| 46.  | 2007年06月01日 | 静岡県               | 静岡県小笠山総合運動公園スタジアム                     | モンテネグロ             | ○2-0         | イビチャ・オシム         | キリンカップサッカー2007               |
| 47.  | 2007年06月05日 | 埼玉県               | 埼玉スタジアム2002                                     | コロンビア               | △0-0         | イビチャ・オシム         | キリンカップサッカー2007               |
| 48.  | 2007年07月09日 | ハノイ               | ミーディン国立競技場                                   | カタール                 | △1-1         | イビチャ・オシム         | AFCアジアカップ2007                    |
| 49.  | 2007年07月13日 | ハノイ               | ミーディン国立競技場                                   | アラブ首長国連邦         | ○3-1         | イビチャ・オシム         | AFCアジアカップ2007                    |
| 50.  | 2007年07月16日 | ハノイ               | ミーディン国立競技場                                   | ベトナム                 | ○4-1         | イビチャ・オシム         | AFCアジアカップ2007                    |
| 51.  | 2007年07月21日 | ハノイ               | ミーディン国立競技場                                   | オーストラリア           | △1-1 (PK4-3) | イビチャ・オシム         | AFCアジアカップ2007                    |
| 52.  | 2007年07月25日 | ハノイ               | ミーディン国立競技場                                   | サウジアラビア           | ●2-3         | イビチャ・オシム         | AFCアジアカップ2007                    |
| 53.  | 2007年07月28日 | パレンバン           | ゲロラ・シュリーヴィジャヤ・スタジアム                 | 韓国                     | △0-0 (PK5-6) | イビチャ・オシム         | AFCアジアカップ2007                    |
| 54.  | 2007年08月22日 | 大分県               | 大分スポーツ公園総合競技場                             | カメルーン               | ○2-0         | イビチャ・オシム         | キリンチャレンジカップ2007             |
| 55.  | 2007年09月07日 | クラーゲンフルト     | ヴェルターゼー・シュターディオン                       | オーストリア             | △0-0 (PK3-4) | イビチャ・オシム         | 3大陸トーナメント                      |
| 56.  | 2007年09月11日 | クラーゲンフルト     | ヴェルターゼー・シュターディオン                       | スイス                   | ○4-3         | イビチャ・オシム         | 3大陸トーナメント                      |
| 57.  | 2007年10月17日 | 大阪府               | 長居陸上競技場                                         | エジプト                 | ○4-1         | イビチャ・オシム         | アジア・アフリカチャレンジカップ2007   |
| 58.  | 2008年01月26日 | 東京都               | 国立霞ヶ丘競技場陸上競技場                             | チリ                     | △0-0         | 岡田武史                 | キリンチャレンジカップ2008             |
| 59.  | 2008年01月30日 | 東京都               | 国立霞ヶ丘競技場陸上競技場                             | ボスニア・ヘルツェゴビナ | ○3-0         | 岡田武史                 | キリンチャレンジカップ2008             |
| 60.  | 2008年02月06日 | 埼玉県               | 埼玉スタジアム2002                                     | タイ                     | ○4-1         | 岡田武史                 | 2010 FIFAワールドカップ・アジア3次予選 |
| 61.  | 2008年02月17日 | 重慶市               | 重慶奥林匹克体育中心                                   | 北朝鮮                   | △1-1         | 岡田武史                 | 東アジアサッカー選手権2008             |
| 62.  | 2008年02月20日 | 重慶市               | 重慶奥林匹克体育中心                                   | 中華人民共和国           | ○1-0         | 岡田武史                 | 東アジアサッカー選手権2008             |
| 63.  | 2008年02月23日 | 重慶市               | 重慶奥林匹克体育中心                                   | 韓国                     | △1-1         | 岡田武史                 | 東アジアサッカー選手権2008             |
| 64.  | 2008年03月26日 | リファー             | バーレーン・ナショナル・スタジアム                     | バーレーン               | ●0-1         | 岡田武史                 | 2010 FIFAワールドカップ・アジア3次予選 |
| 65.  | 2008年05月24日 | 愛知県               | 豊田スタジアム                                         | コートジボワール         | ○1-0         | 岡田武史                 | キリンカップサッカー2008               |
| 66.  | 2008年05月27日 | 埼玉県               | 埼玉スタジアム2002                                     | パラグアイ               | △0-0         | 岡田武史                 | キリンカップサッカー2008               |
| 67.  | 2008年06月02日 | 神奈川県             | 横浜国際総合競技場                                     | オマーン                 | ○3-0         | 岡田武史                 | 2010 FIFAワールドカップ・アジア3次予選 |
| 68.  | 2008年06月07日 | マスカット           | ロイヤル・オマーン・ポリス・スタジアム                 | オマーン                 | △1-1         | 岡田武史                 | 2010 FIFAワールドカップ・アジア3次予選 |
| 69.  | 2008年06月14日 | バンコク             | ラジャマンガラ競技場                                   | タイ                     | ○3-0         | 岡田武史                 | 2010 FIFAワールドカップ・アジア3次予選 |
| 70.  | 2008年06月22日 | 埼玉県               | 埼玉スタジアム2002                                     | バーレーン               | ○1-0         | 岡田武史                 | 2010 FIFAワールドカップ・アジア3次予選 |
| 71.  | 2008年09月06日 | リファー             | バーレーン・ナショナル・スタジアム                     | バーレーン               | ○3-2         | 岡田武史                 | 2010 FIFAワールドカップ・アジア4次予選 |
| 72.  | 2008年10月15日 | 埼玉県               | 埼玉スタジアム2002                                     | ウズベキスタン           | △1-1         | 岡田武史                 | 2010 FIFAワールドカップ・アジア4次予選 |
| 73.  | 2008年11月19日 | ドーハ               | ジャシム・ビン・ハマド・スタジアム                     | カタール                 | ○3-0         | 岡田武史                 | 2010 FIFAワールドカップ・アジア4次予選 |
| 74.  | 2009年02月04日 | 東京都               | 国立霞ヶ丘競技場陸上競技場                             | フィンランド             | ○5-1         | 岡田武史                 | キリンチャレンジカップ2009             |
| 75.  | 2009年02月11日 | 神奈川県             | 横浜国際総合競技場                                     | オーストラリア           | △0-0         | 岡田武史                 | 2010 FIFAワールドカップ・アジア4次予選 |
| 76.  | 2009年03月28日 | 埼玉県               | 埼玉スタジアム2002                                     | バーレーン               | ○1-0         | 岡田武史                 | 2010 FIFAワールドカップ・アジア4次予選 |
| 77.  | 2009年05月27日 | 大阪府               | 長居陸上競技場                                         | チリ                     | ○4-0         | 岡田武史                 | キリンカップサッカー2009               |
| 78.  | 2009年05月31日 | 東京都               | 国立霞ヶ丘競技場陸上競技場                             | ベルギー                 | ○4-0         | 岡田武史                 | キリンカップサッカー2009               |
| 79.  | 2009年06月06日 | タシケント           | パフタコール・マルカジイ・スタジアム                   | ウズベキスタン           | ○1-0         | 岡田武史                 | 2010 FIFAワールドカップ・アジア4次予選 |
| 80.  | 2009年09月05日 | エンスヘーデ         | デ・フロルーシュ・フェステ                             | オランダ                 | ●0-3         | 岡田武史                 | 国際親善試合                           |
| 81.  | 2009年09月09日 | ユトレヒト           | スタディオン・ハルヘン・ワールト                       | ガーナ                   | ○4-3         | 岡田武史                 | 国際親善試合                           |
| 82.  | 2009年10月08日 | 静岡県               | 静岡市清水日本平運動公園球技場                         | 香港                     | ○6-0         | 岡田武史                 | AFCアジアカップ2011・最終予選          |
| 83.  | 2009年10月14日 | 宮城県               | 宮城スタジアム                                         | トーゴ                   | ○5-0         | 岡田武史                 | キリンチャレンジカップ2009             |
| 84.  | 2009年11月14日 | ポート・エリザベス   | ネルソン・マンデラ・ベイ・スタジアム                   | 南アフリカ共和国         | △0-0         | 岡田武史                 | 国際親善試合                           |
| 85.  | 2009年11月18日 | 香港                 | 香港スタジアム                                         | 香港                     | ○4-0         | 岡田武史                 | AFCアジアカップ2011・最終予選          |
| 86.  | 2010年02月02日 | 大分県               | 大分スポーツ公園総合競技場                             | ベネズエラ               | △0-0         | 岡田武史                 | キリンチャレンジカップ2010             |
| 87.  | 2010年02月06日 | 東京都               | 東京スタジアム                                         | 中華人民共和国           | △0-0         | 岡田武史                 | 東アジアサッカー選手権2010             |
| 88.  | 2010年02月11日 | 東京都               | 国立霞ヶ丘競技場陸上競技場                             | 香港                     | ○3-0         | 岡田武史                 | 東アジアサッカー選手権2010             |
| 89.  | 2010年02月14日 | 東京都               | 国立霞ヶ丘競技場陸上競技場                             | 韓国                     | ●1-3         | 岡田武史                 | 東アジアサッカー選手権2010             |
| 90.  | 2010年03月03日 | 愛知県               | 豊田スタジアム                                         | バーレーン               | ○2-0         | 岡田武史                 | AFCアジアカップ2011・最終予選          |
| 91.  | 2010年04月07日 | 大阪府               | 長居陸上競技場                                         | セルビア                 | ●0-3         | 岡田武史                 | キリンチャレンジカップ2010             |
| 92.  | 2010年05月24日 | 埼玉県               | 埼玉スタジアム2002                                     | 韓国                     | ●0-2         | 岡田武史                 | キリンチャレンジカップ2010             |
| 93.  | 2010年05月30日 | グラーツ             | UPCアレーナ                                            | イングランド             | ●1-2         | 岡田武史                 | 国際親善試合                           |
| 94.  | 2010年06月04日 | シオン               | スタッド・ドゥ・トゥールビヨン                         | コートジボワール         | ●0-2         | 岡田武史                 | 国際親善試合                           |
| 95.  | 2010年06月14日 | ブルームフォンテーン | フリーステイト・スタジアム                             | カメルーン               | ○1-0         | 岡田武史                 | 2010 FIFAワールドカップ                |
| 96.  | 2010年06月19日 | ダーバン             | モーゼス・マヒダ・スタジアム                           | オランダ                 | ●0-1         | 岡田武史                 | 2010 FIFAワールドカップ                |
| 97.  | 2010年06月24日 | ルステンブルク       | ロイヤル・バフォケン・スタジアム                       | デンマーク               | ○3-1         | 岡田武史                 | 2010 FIFAワールドカップ                |
| 98.  | 2010年06月29日 | プレトリア           | ロフタス・ヴァースフェルド・スタジアム                 | パラグアイ               | △0-0 (PK3-5) | 岡田武史                 | 2010 FIFAワールドカップ                |
| 99.  | 2010年10月08日 | 埼玉県               | 埼玉スタジアム2002                                     | アルゼンチン             | ○1-0         | アルベルト・ザッケローニ | キリンチャレンジカップ2010             |
| 100. | 2010年10月12日 | ソウル               | ソウルワールドカップ競技場                             | 韓国                     | △0-0         | アルベルト・ザッケローニ | 国際親善試合                           |
| 101. | 2011年01月09日 | ドーハ               | カタールSCスタジアム                                   | ヨルダン                 | △1-1         | アルベルト・ザッケローニ | AFCアジアカップ2011                    |
| 102. | 2011年01月13日 | ドーハ               | カタールSCスタジアム                                   | シリア                   | ○2-1         | アルベルト・ザッケローニ | AFCアジアカップ2011                    |
| 103. | 2011年01月17日 | ライヤーン           | アフメド・ビン＝アリー・スタジアム                     | サウジアラビア           | ○5-0         | アルベルト・ザッケローニ | AFCアジアカップ2011                    |
| 104. | 2011年01月21日 | ドーハ               | アル・ガラファ・スタジアム                             | カタール                 | ○3-2         | アルベルト・ザッケローニ | AFCアジアカップ2011                    |
| 105. | 2011年01月25日 | ドーハ               | アル・ガラファ・スタジアム                             | 韓国                     | △2-2 (PK3-0) | アルベルト・ザッケローニ | AFCアジアカップ2011                    |
| 106. | 2011年01月29日 | ライヤーン           | ハリーファ国際スタジアム                               | オーストラリア           | ○1-0(延長)   | アルベルト・ザッケローニ | AFCアジアカップ2011                    |
| 107. | 2011年06月01日 | 新潟県               | 新潟スタジアム                                         | ペルー                   | △0-0         | アルベルト・ザッケローニ | キリンカップサッカー2011               |
| 108. | 2011年06月07日 | 神奈川県             | 横浜国際総合競技場                                     | チェコ                   | △0-0         | アルベルト・ザッケローニ | キリンカップサッカー2011               |
| 109. | 2011年08月10日 | 北海道               | 札幌ドーム                                             | 韓国                     | ○3-0         | アルベルト・ザッケローニ | キリンチャレンジカップ2011             |
| 110. | 2011年09月02日 | 埼玉県               | 埼玉スタジアム2002                                     | 北朝鮮                   | ○1-0         | アルベルト・ザッケローニ | 2014 FIFAワールドカップ・アジア3次予選 |
| 111. | 2011年09月06日 | タシケント           | パフタコール・マルカジイ・スタジアム                   | ウズベキスタン           | △1-1         | アルベルト・ザッケローニ | 2014 FIFAワールドカップ・アジア3次予選 |
| 112. | 2011年10月11日 | 大阪府               | 長居陸上競技場                                         | タジキスタン             | ○8-0         | アルベルト・ザッケローニ | 2014 FIFAワールドカップ・アジア3次予選 |
| 113. | 2011年11月11日 | ドゥシャンベ         | パミール・スタジアム                                   | タジキスタン             | ○4-0         | アルベルト・ザッケローニ | 2014 FIFAワールドカップ・アジア3次予選 |
| 114. | 2012年02月24日 | 大阪府               | 長居陸上競技場                                         | アイスランド             | ○3-1         | アルベルト・ザッケローニ | キリンチャレンジカップ2012             |
| 115. | 2012年02月29日 | 愛知県               | 豊田スタジアム                                         | ウズベキスタン           | ●0-1         | アルベルト・ザッケローニ | 2014 FIFAワールドカップ・アジア3次予選 |
| 116. | 2012年06月03日 | 埼玉県               | 埼玉スタジアム2002                                     | オマーン                 | ○3-0         | アルベルト・ザッケローニ | 2014 FIFAワールドカップ・アジア4次予選 |
| 117. | 2012年06月08日 | 埼玉県               | 埼玉スタジアム2002                                     | ヨルダン                 | ○6-0         | アルベルト・ザッケローニ | 2014 FIFAワールドカップ・アジア4次予選 |
| 118. | 2012年06月12日 | ブリスベン           | ブリスベン・スタジアム                                 | オーストラリア           | △1-1         | アルベルト・ザッケローニ | 2014 FIFAワールドカップ・アジア4次予選 |
| 119. | 2012年08月15日 | 北海道               | 札幌ドーム                                             | ベネズエラ               | △1-1         | アルベルト・ザッケローニ | キリンチャレンジカップ2012             |
| 120. | 2012年09月06日 | 新潟県               | 新潟スタジアム                                         | アラブ首長国連邦         | ○1-0         | アルベルト・ザッケローニ | キリンチャレンジカップ2012             |
| 121. | 2012年09月11日 | 埼玉県               | 埼玉スタジアム2002                                     | イラク                   | ○1-0         | アルベルト・ザッケローニ | 2014 FIFAワールドカップ・アジア4次予選 |
| 122. | 2012年10月12日 | サンドニ             | スタッド・ド・フランス                                 | フランス                 | ○1-0         | アルベルト・ザッケローニ | 国際親善試合                           |
| 123. | 2012年10月16日 | ヴロツワフ           | ヴロツワフ市立競技場                                   | ブラジル                 | ●0-4         | アルベルト・ザッケローニ | 国際親善試合                           |
| 124. | 2012年11月14日 | マスカット           | スルタン・カーブース・スポーツ・コンプレックス         | オマーン                 | ○2-1         | アルベルト・ザッケローニ | 2014 FIFAワールドカップ・アジア4次予選 |
| 125. | 2013年02月06日 | 兵庫県               | 御崎公園球技場                                         | ラトビア                 | ○3-0         | アルベルト・ザッケローニ | キリンチャレンジカップ2013             |
| 126. | 2013年03月22日 | ライヤーン           | ハリーファ国際スタジアム                               | カナダ                   | ○2-1         | アルベルト・ザッケローニ | 国際親善試合                           |
| 127. | 2013年03月26日 | アンマン             | アンマン国際スタジアム                                 | ヨルダン                 | ●1-2         | アルベルト・ザッケローニ | 2014 FIFAワールドカップ・アジア4次予選 |
| 128. | 2013年05月30日 | 愛知県               | 豊田スタジアム                                         | ブルガリア               | ●0-2         | アルベルト・ザッケローニ | キリンチャレンジカップ2013             |
| 129. | 2013年06月04日 | 埼玉県               | 埼玉スタジアム2002                                     | オーストラリア           | △1-1         | アルベルト・ザッケローニ | 2014 FIFAワールドカップ・アジア4次予選 |
| 130. | 2013年06月11日 | ドーハ               | グランド・ハマド・スタジアム                           | イラク                   | ○1-0         | アルベルト・ザッケローニ | 2014 FIFAワールドカップ・アジア4次予選 |
| 131. | 2013年06月15日 | ブラジリア           | エスタジオ・ナシオナル・デ・ブラジリア                 | ブラジル                 | ●0-3         | アルベルト・ザッケローニ | FIFAコンフェデレーションズカップ2013   |
| 132. | 2013年06月19日 | レシフェ             | アレナ・ペルナンブーコ                                 | イタリア                 | ●3-4         | アルベルト・ザッケローニ | FIFAコンフェデレーションズカップ2013   |
| 133. | 2013年06月22日 | ベロオリゾンテ       | ミネイロン                                             | メキシコ                 | ●1-2         | アルベルト・ザッケローニ | FIFAコンフェデレーションズカップ2013   |
| 134. | 2013年08月14日 | 宮城県               | 宮城スタジアム                                         | ウルグアイ               | ●2-4         | アルベルト・ザッケローニ | キリンチャレンジカップ2013             |
| 135. | 2013年09月06日 | 大阪府               | 長居陸上競技場                                         | グアテマラ               | ○3-0         | アルベルト・ザッケローニ | キリンチャレンジカップ2013             |
| 136. | 2013年09月10日 | 神奈川県             | 横浜国際総合競技場                                     | ガーナ                   | ○3-1         | アルベルト・ザッケローニ | キリンチャレンジカップ2013             |
| 137. | 2013年10月11日 | ノビサド             | スタディオン・カラジョルジェ                           | セルビア                 | ●0-2         | アルベルト・ザッケローニ | 国際親善試合                           |
| 138. | 2013年10月15日 | ミンスク             | トルペド・スタジアム                                   | ベラルーシ               | ●0-1         | アルベルト・ザッケローニ | 国際親善試合                           |
| 139. | 2013年11月16日 | ヘンク               | クリスタル・アレナ                                     | オランダ                 | △2-2         | アルベルト・ザッケローニ | 国際親善試合                           |
| 140. | 2013年11月19日 | ブリュッセル         | ボードゥアン国王競技場                                 | ベルギー                 | ○3-2         | アルベルト・ザッケローニ | 国際親善試合                           |
| 141. | 2014年03月05日 | 東京都               | 国立霞ヶ丘競技場陸上競技場                             | ニュージーランド         | ○4-2         | アルベルト・ザッケローニ | キリンチャレンジカップ2014             |
| 142. | 2014年05月27日 | 埼玉県               | 埼玉スタジアム2002                                     | キプロス                 | ○1-0         | アルベルト・ザッケローニ | キリンチャレンジカップ2014             |
| 143. | 2014年06月02日 | タンパ               | レイモンド・ジェームス・スタジアム                     | コスタリカ               | ○3-1         | アルベルト・ザッケローニ | 国際親善試合                           |
| 144. | 2014年06月06日 | タンパ               | レイモンド・ジェームス・スタジアム                     | ザンビア                 | ○4-3         | アルベルト・ザッケローニ | 国際親善試合                           |
| 145. | 2014年06月14日 | レシフェ             | アレナ・ペルナンブーコ                                 | コートジボワール         | ●1-2         | アルベルト・ザッケローニ | 2014 FIFAワールドカップ                |
| 146. | 2014年06月19日 | ナタール             | アレーナ・ダス・ドゥーナス                             | ギリシャ                 | △0-0         | アルベルト・ザッケローニ | 2014 FIFAワールドカップ                |
| 147. | 2014年11月14日 | 愛知県               | 豊田スタジアム                                         | ホンジュラス             | ○6-0         | ハビエル・アギーレ       | キリンチャレンジカップ2014             |
| 148. | 2014年11月18日 | 大阪府               | 長居陸上競技場                                         | オーストラリア           | ○2-1         | ハビエル・アギーレ       | キリンチャレンジカップ2014             |
| 149. | 2015年01月12日 | ニューカッスル       | ニューカッスル・スタジアム                             | パレスチナ               | ○4-0         | ハビエル・アギーレ       | AFCアジアカップ2015                    |
| 150. | 2015年01月16日 | ブリスベン           | ブリスベン・スタジアム                                 | イラク                   | ○1-0         | ハビエル・アギーレ       | AFCアジアカップ2015                    |
| 151. | 2015年01月20日 | メルボルン           | メルボルン・レクタンギュラー・スタジアム               | ヨルダン                 | ○2-0         | ハビエル・アギーレ       | AFCアジアカップ2015                    |
| 152. | 2015年01月23日 | シドニー             | スタジアム・オーストラリア                             | アラブ首長国連邦         | △1-1 (PK4-5) | ハビエル・アギーレ       | AFCアジアカップ2015                    |

### ゴール
| #   | 開催年月日     | 開催地         | スタジアム                             | 対戦国                 | 勝敗 | 試合概要                               |
| --- | -------------- | -------------- | -------------------------------------- | ---------------------- | ---- | -------------------------------------- |
| 1.  | 2003年8月20日  | 東京           | 国立霞ヶ丘競技場                       | ナイジェリア           | ○3-0 | キリンチャレンジカップ2003             |
| 2.  | 2004年2月7日   | 鹿嶋           | 茨城県立カシマサッカースタジアム       | マレーシア             | ○4-0 | キリンチャレンジカップ2004             |
| 3.  | 2004年7月7日   | 横浜           | 横浜国際総合競技場                     | セルビア・モンテネグロ | ○1-0 | キリンカップサッカー2004               |
| 4.  | 2007年7月16日  | ハノイ         | ミーディン国立競技場                   | ベトナム               | ○4-1 | AFCアジアカップ2007                    |
| 5.  | 2008年2月6日   | 埼玉           | 埼玉スタジアム2002                     | タイ                   | ○4-1 | 2010 FIFAワールドカップ・アジア3次予選 |
| 6.  | 2008年6月7日   | マスカット     | ロイヤル・オマーン・ポリス・スタジアム | オマーン               | △1-1 | 2010 FIFAワールドカップ・アジア3次予選 |
| 7.  | 2008年9月6日   | マナーマ       | バーレーン・ナショナル・スタジアム     | バーレーン             | ○3-2 | 2010 FIFAワールドカップ・アジア4次予選 |
| 8.  | 2010年2月14日  | 東京           | 国立霞ヶ丘競技場                       | 韓国                   | ●1-3 | 東アジアサッカー選手権2010             |
| 9.  | 2010年6月24日  | ルステンブルク | ロイヤル・バフォケン・スタジアム       | デンマーク             | ○3-1 | 2010 FIFAワールドカップ                |
| 10. | 2012年8月15日  | 札幌           | 札幌ドーム                             | ベネズエラ             | △1-1 | キリンチャレンジカップ2012             |
| 11. | 2013年9月6日   | 大阪           | 大阪長居スタジアム                     | グアテマラ             | ○3-0 | キリンチャレンジカップ2013             |
| 12. | 2013年9月10日  | 横浜           | 横浜国際総合競技場                     | ガーナ                 | ○3-1 | キリンチャレンジカップ2013             |
| 13. | 2014年6月2日   | タンパ         | レイモンド・ジェームス・スタジアム     | コスタリカ             | ○3-1 | 国際親善試合                           |
| 14. | 2014年11月14日 | 豊田           | 豊田スタジアム                         | ホンジュラス           | ○6-0 | キリンチャレンジカップ2014             |
| 15. | 2015年1月12日  | ニューカッスル | ニューカッスル・スタジアム             | パレスチナ             | ○4-0 | AFCアジアカップ2015                    |

## 出演

### テレビアニメ
- 名探偵コナン（2018年、本人役[97]）

### 劇場アニメ
- 名探偵コナン 11人目のストライカー（2012年、本人役[98]）

### CM・広告
- アンブロ
- ACジャパン「ルールブックにはないルール（2009年 -・近畿圏のみ）
- スカパー!（2010年 - ）
- でん（2011年 - ）
- ウィズガス住宅 日本ガス株式会社（2012年 - 、鹿児島）
- 対話式進学塾 1対1ネッツ（2013年）
- サイバード『バーコードフットボーラー』（2014年）
- 西川産業『Air』（2014年）
- LION『ソフラン』キャンペーンキャラクター（2014年）
- 明治安田生命『Number Extra』（2015年）

## 関連作品

### 書籍
- 2009年2月 『自然体~自分のサッカーを貫けば、道は開ける（小学館）ISBN 978-4098250226
- 2010年9月 『明日やろうはバカヤロー』（日本スポーツ企画出版社）ISBN 978-4930942975
- 2011年1月 『信頼する力 ジャパン躍進の真実と課題』（角川書店） ISBN 978-4047102699
- 2012年1月 『観察眼』（角川書店）ISBN 978-4041101100 ※今野泰幸との共著
- 2013年4月 『眼・術・戦（カンゼン）ISBN 978-4862551641 ※西部謙司との共著
- 2014年12月『変えていく勇気』（文藝春秋）ISBN 978-4163901336

### DVD
- 2010年3月 『遠藤保仁 ヤットスタイル』（ポニーキャニオン）